# Bunium
Bunium là chi thực vật có hoa trong họ Apiaceae.

## Hình ảnh

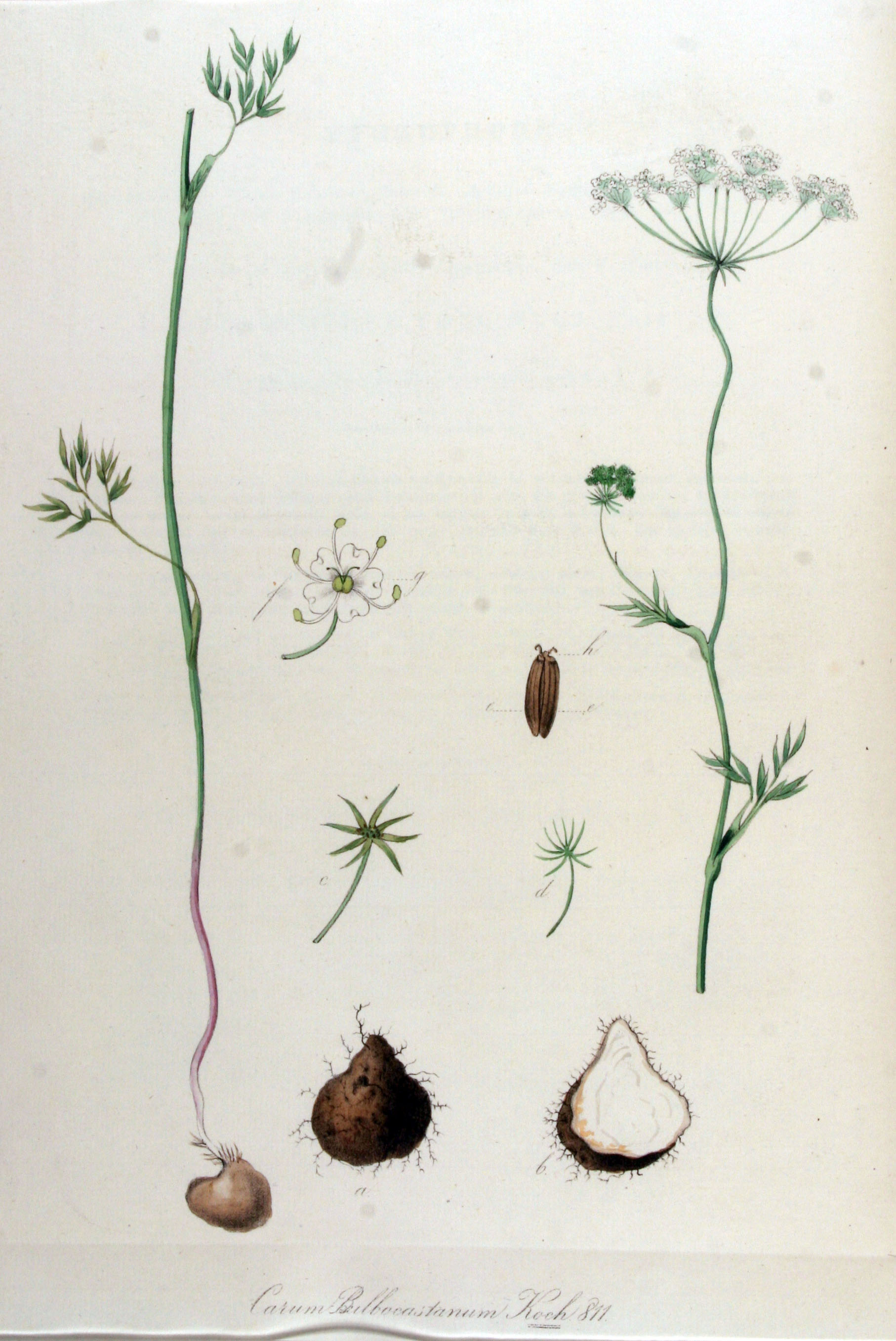
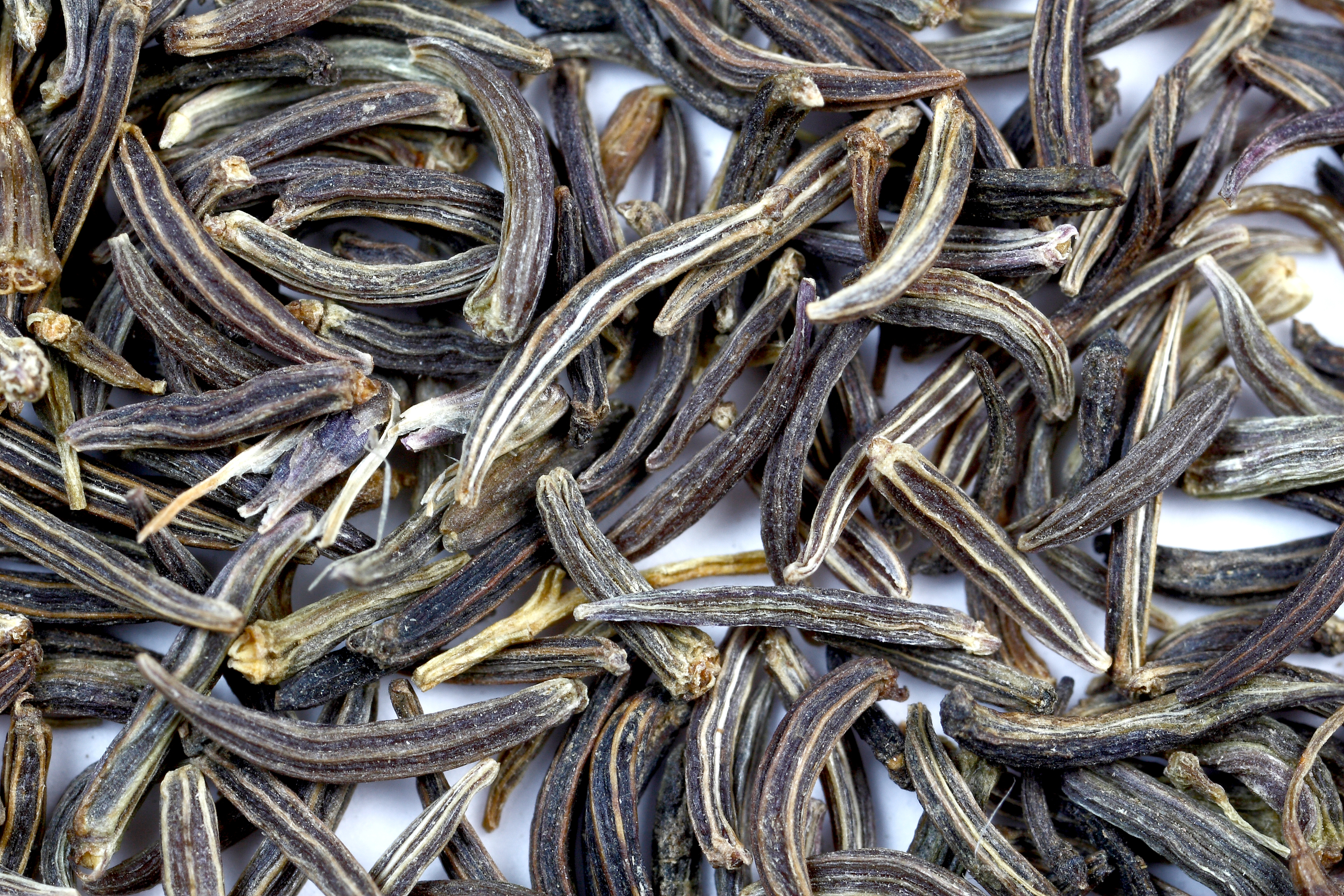
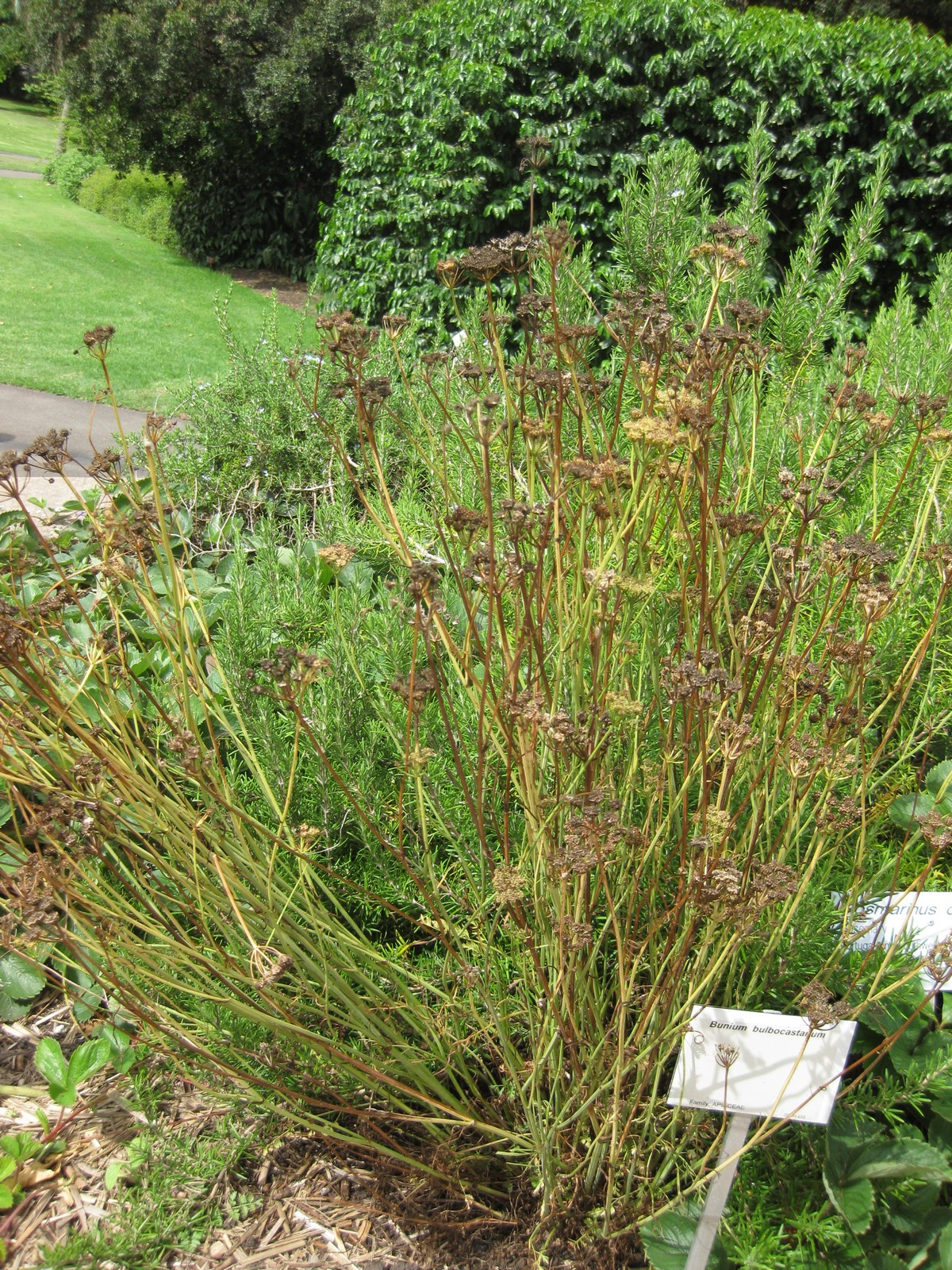